# Miriams Reise auf dem Mondstrahl
Miriams Reise auf dem Mondstrahl ist ein Marionetten-Film der Augsburger Puppenkiste, welcher 1988 unter der Regie von Joseph „Sepp“ Strubel in Zusammenarbeit mit dem Hessischen Rundfunk entstand. Erdacht wurde die Geschichte von Georg Eichinger. Die Puppen wurden von Hannelore Marschall-Oehmichen und Sepp Strubel gebaut. Der Film lief erstmals im Jahr 1989 im Fernsehen.

## Handlung
In einer klaren Vollmondnacht erhält die kleine Miriam unverhofften Besuch von dem sprechenden Weberknecht Ottokar. Dieser bittet sie eindringlich für Schnee zu sorgen, denn in diesem Jahr scheint sich dieser ärgerlicherweise zu verspäten. Damit es schneien kann, muss jedes Jahr ein Kind den Gipfel des Kristallberges, welcher hinter dem Sonnenuntergang liegt, erklimmen und dort ein besonderes Schneeglöckchen läuten. Wenn dies geschehen ist, dann schneit es auf der Welt. Doch in diesem Jahr ist alles anders, denn das Schneeglöckchen ist nicht einmal aufgeblüht. Damit es erblüht, muss man es mit sieben Tränen gießen. Benötigt werden dazu zwei Trauertränen, zwei Freudentränen, zwei Zwiebeltränen und eine Krokodilsträne.
Ottokar erklärt Miriam, dass sie die Einzige ist, die Schnee herbeischaffen könnte, da sie ein besonderes Muttermal in Form einer Schneeflocke trägt. Daraufhin führt er sie auf einen Mondstrahl, über welchen ihre Reise gehen soll. Damit Miriam in schwierigen Situation nicht völlig hilflos dasteht, schenkt Ottokar ihr eine Kammharfe, welche Probleme auf wundersame Weise lösen kann. Als erste Hilfe lässt die Kammharfe einen Schlitten, gezogen von zwei Rennschnecken, erscheinen, mit welchem Miriam schneller vorankommen soll. Wenig später hilft sie ihr auf einer Zittergras-Wiese den ängstlichen Hasen Theodor zu entdecken. Mit diesem freundet sich Miriam an und bittet ihn, sie zu begleiten.
Es dauert nicht lange und die beiden stehen auch schon vor ihrem ersten Problem. Sie müssen den ewig hungrigen Schatten Magister Zappenduster überwinden, der fortgesetzt Licht schluckt und völlig erschöpft ist. Um ihm zu helfen, schenkt Miriam ihm mit Unterstützung der Kammharfe einen Lichtschalter, welcher Licht abgibt, sollte sich Zappenduster einmal überfressen haben. Als Dank dürfen sie ihn passieren und gelangen schnell zur nächsten Hürde: Den Redefluss. Am Ufer erscheint ihnen die deprimierte Trauerweide, welche Tag für Tag das schreckliche Gemurmel des Redeflusses ertragen muss und die beiden Freunde vor dem gefährlichen Gewässer warnt. Nur der, der sich in Schweigen hüllt und sich nicht von den gehässigen Stimmen im Wasser zum Sprechen verführen lässt, kann den Fluss überqueren. Für einen Moment scheint es Miriam und Theodor zunächst auch zu gelingen, den Redefluss zu durchwaten, doch dann hält es Theodor nicht mehr aus und reagiert auf die gemeinen Stimmen, woraufhin er und Miriam beginnen unterzugehen.
Dank der der Macht der Kammharfe können sie aber aus dieser brenzligen Situation befreit werden. Aufgrund der Rettung vergießt Miriam daraufhin Freudentränen, die Theodor geistesgegenwärtig in einem Fingerhut einfängt. Nicht lange danach begegnen sie dem Feuersalamander Erwin, welcher sich zu Tode friert, da er erloschen ist. Um ihn wieder anzuzünden, benötigt er Brennnesseln, die Miriam, wegen Theodors Feigheit, alleine pflücken muss. Daraus resultieren zwei Trauertränen, die ebenfalls im Fingerhut landen. An einem Brunnendenkmal lernen Miriam und Theodor den musikalischen Wasserhahn und seine Wasserhenne kennen, die den beiden Freunden einen mit kühlem Wasser getränkten Schwamm schenken, welcher den beiden noch nützen soll. Und tatsächlich wird dieser auch kurze Zeit später gebraucht, denn die Freunde gelangen zum Zwiebelturm, welchen sie durchschreiten müssen. Der Zwiebelgeruch ist allerdings so beißend, das Miriam die Tränen kommen. Auch diese Tränen können von Theodor eingefangen werden. Da Miriam die vielen Abenteuer entkräftet haben, sinkt sie völlig erschöpft zu Boden und droht dadurch aus ihrer Traumreise aufzuwachen. Durch das hilfreiche Zutun der Schlafmützen und des beruhigenden Gesangs einer Nachtigall geht es Miriam jedoch bald wieder besser und sie kann ihren Weg fortsetzten.
Nun fehlt nur noch eine letzte Träne, die Krokodilsträne. Das Krokodil denkt aber gar nicht daran, freiwillig eine Träne herzugeben und möchte Miriam und Theodor lieber verspeisen. Mit dem letzten Zahn der Kammharfe kann Miriam das Krokodil für einen Moment lähmen, sodass sie doch noch an die letzte Träne gelangen können. Doch die Starre hält nicht lange an, sodass das Krokodil droht die nun schutzlosen Freunde aufzufressen. Da fällt Theodor noch ein letztes Mittel ein, um dem Krokodil zu entgehen. Miriam muss in die Augen des Krokodils blicken und dadurch einen heftigen Schluckauf bekommen. Mit dessen Hilfe können sie entkommen und hüpfen zurück in Miriams Welt, in welcher Theodor ein Stofftier ist. Doch Miriams Auftrag ist noch nicht beendet. Ottokar spinnt ihr einen Faden auf welchem sie zum Kristallberg balanciert. Dort angekommen begibt sie sich sogleich zum Schneeglöckchen, gießt und läutet es. Damit ist Miriams Auftrag erfüllt und sie findet sich kurz darauf schlafend in ihrem Bett wieder. Während Weberknecht Ottokar beruhigt davon krabbelt, beginnt es draußen vor dem Fenster friedlich zu schneien.

## Synchronisation
| Figur                   | Beschreibung                        | Sprecher                 |
| ----------------------- | ----------------------------------- | ------------------------ |
| Miriam                  | Mädchen                             | Veronika Strubel         |
| Ottokar                 | Weberknecht                         | Herbert Meyer            |
| Theodor                 | ängstlicher Hase                    | Arno Bergler             |
| Rennschnecke            | zieht Schlitten über den Mondstrahl | Christel Peschke         |
| Rennschnecke            | zieht Schlitten über den Mondstrahl | Hanns-Joachim Marschall  |
| Magister Zappenduster   | Schatten                            | Sepp Wäsche              |
| Trauerweide             | deprimierter Baum                   | Claudia Hansmann-Strubel |
| Wald- und Wiesennashorn | erkälteter Musiker                  | Dieter Goertz            |
| Erwin                   | Feuersalamander                     | Walter Schellemann       |
| Wasserhahn              | Brunnenfigur                        | Hans Josef Eich          |
| Wasserhenne             | Brunnenfigur                        | Margot Schellemann       |
| Trampeltier             | stört die Ruhe                      | Horst Eisel              |
| Krokodil                | lauert auf Beute                    | Sepp Strubel             |